# مفتاح نصلي

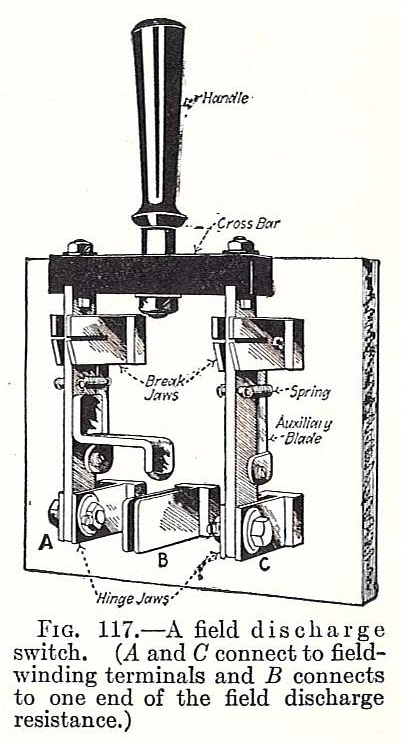
مفتاح السكينة لمحرك عام 1917، بمكونات خارجية.

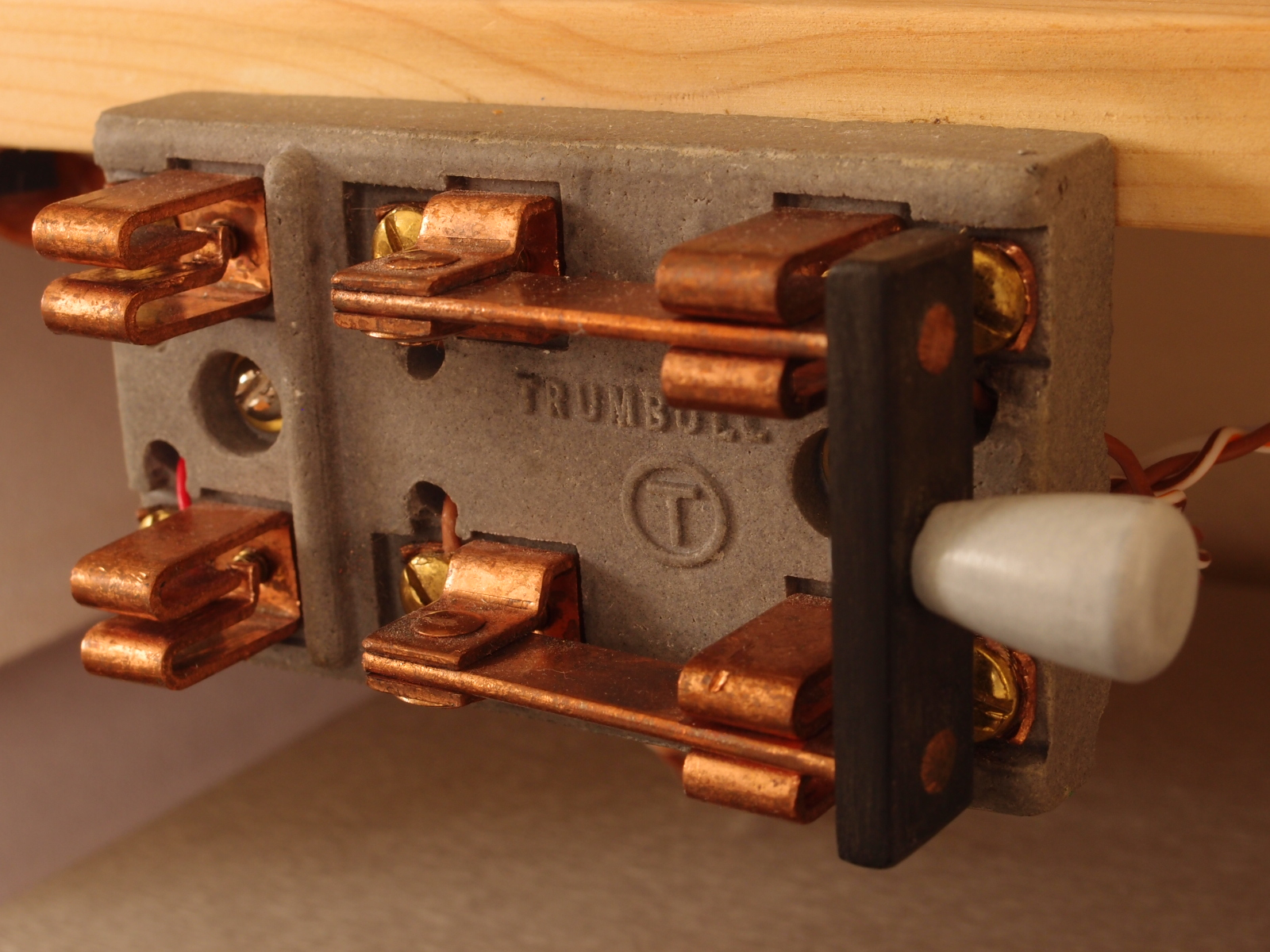
مفتاح سكينة ثنائي.

المفتاح النصلي أو المفتاح السكيني أو المفتاح القلاب أو سكين التوصيل أو سكين الفصل هو نوع من المفاتيح المستخدمة في عملية التحكم في تدفق الكهرباء في الدائرة الكهربائية. يتكون المفتاح من مفصل معدني (السكين) معزول من الأمام لأمان رفعه وخفضه وبالتالي التحكم في تدفق التيار. المفتاح مثبت في فتحة مثبتة هي أيضا على قاعدة معزولة.
يتدفق التيار من خلال المفتاح في حالة دفعه إلى الفك. للمفتاح أكثر من شكل فيوجد:
- الرمية الواحدة: يتعامل السكين مع فتحة واحدة فقط.
- الرمية المزدوجة: يتم وضع مفصل السكين بين فتحتين.

يمكن إرفاق عدة سكاكين بمقبض واحد واستخدامه لتفعيل أكثر من دائرة واحدة في وقت واحد.

## الاستخدام الحالي
كان هذا النوع من المفاتيح يستخدم بكثرة في الماضي، أما الآن ومع التطور التكنولوجي الكبير ندر استخدامها ولم تعد تستخدم إلا في التجارب العلمية.

### المميزات والعيوب
إن مفتاح السكينة بسيط للغاية في البناء والاستخدام، لكن تمثل الأجزاء المعدنية المكشوفة خطرًا كبيرًا للمشغلين فهي تزيد نسبة تعرضهم للصدمات الكهربائية. من ناحية أخرى يخضغ المفتاح للانحناء عند فتحه عند جهد كهربائي مرتفع مما يزيد فرصة تعرض المشغل للصدمات الكهربائية، الحروق أو حتى انفجار المفتاح في ظروف معينة.

### البدائل
تم استبدال مفاتيح السكين المفتوحة بمفاتيح أمان داخل حاوية معدينة لا يمكن فتحها إلا بعد إيقاف الطاقة. في التطبيقات الحديثة، يتم استخدام المفاتيح الأوتوماتيكية (مثل الكونتاكتور أو المرحلات) أو المفاتيح اليدوية مثل قواطع الدائرة. تتميز هذه المفاتيح بقدراتها على إخماد القوس الكهربي الناتج عن فتح المفتاح في الجهود العالية، غير أمانها نتيجة لاختفاء جميع الأجزاء المعدنية لها داخل عبوة عازلة.

## وصلات خارجية
- آلية عمل مفتاح السكينة
- الكهرباء الأساسية
- المقاومة